# Schmalenbuche
Schmalenbuche ist eine Gemarkung von Neuhaus am Rennweg im Landkreis Sonneberg in Thüringen.

## Lage
Schmalenbuche liegt nordöstlich am Rande der Stadt Neuhaus am Rennweg an der Bundesstraße 281, die von Lichte ständig ansteigend hinauf auf die Kammlage des Thüringer Schiefergebirges führt. Seitlich befinden sich Bergwiesen, Bäche oder an den Hängen Wald. Der Stadtteil ist mit der Kernstadt eine Einheit geworden.

## Geschichte
Schmalenbuche, auch Grenzbaum genannt, wurde erstmals 1366 urkundlich erwähnt. 1607 erhielt der Glasmacher Christoph Müller, der zuvor schon 1597 in Lauscha eine Dorfglashütte gegründet hatte, zusammen mit seinen Söhnen Stephan und Hans die Konzession für eine weitere Glashütte, aus der sich ab 1618 eine Siedlung entwickelte. Bis 1918 gehörte der Ort zur Oberherrschaft des Fürstentums Schwarzburg-Rudolstadt. Am 1. April 1923 wurde der Ort nach Neuhaus eingemeindet.

## Persönlichkeiten
- Johann Stephan Müller (1730–1768), lutherischer Theologe, Geistlicher und Hochschullehrer
- Louis Müller-Unkel (1853–1938), Glastechniker